# Baron van Ronse
De titel baron van Ronse is een adellijke baronstitel die zijn oorsprong vindt in 1280. De titel werd gevoerd van 1549, toen keizer Karel V de heerlijkheid Ronse verhief tot baronie, tot 1794, toen de baronie werd opgeheven door de Fransen na de Slag bij Fleurus.

## Geschiedenis
De titel ontstond toen Gwijde van Dampierre het domein in 1280 kocht van de abdij Kornelimünster bij Aken. De vrije halsheerlijkheid en baronie Ronse, een onafhankelijke enclave in het land van Aalst, was geboren. Hij gaf het gebied nog datzelfde jaar in leen aan zijn zoon Gwijde van Namen. 
In 1402, verkocht Jan III van Namen de stad en de heerlijkheid Ronse aan Jehan IV, vrij- en baanderheer van Lahamaide en Condé, voor 6.000 gouden écu. 

### Het huis La Hamaide
Jehan IV, een afstammeling van het prinselijk huis van Oudenaarde, dat eertijds voor rekening van de abt van Kornelismünster de voogdij had uitgeoefend over Ronse en over het zogezegde "Tenement van Inda", kwam door deze verkoop weerom in het bezit van de erfelijke bezittingen van zijn voorouders. Het wapenschild van het huis La Hamaide ("d'Audenarde bordé d'or") getuigt trouwens op onweerlegbare wijze van deze Oudenaardse afstamming. 
Baron Jehan IV van La Hamaide was gehuwd met Anne van Jauche-Gommegnies, vrouwe van Beuvrages, die nauwe contacten had bij het vorstelijk huis Beieren-Straubing, dat de plak zwaaide in de (onscheidbare) graafschappen Henegouwen, Holland en Zeeland. Baron Jehan deed op 15 september 1410 te Parijs "monstrering" van niet minder dan 8 ridders, 64 schildknapen, 12 kruisboogschutters te paard en 72 boogschutters en overleed zonder wettige nakomelingen in de Slag bij Azincourt (25 oktober 1415), zoals te lezen stond op het nu verdwenen praalgraf dat zijn broer Arnould IV voor hem en zijn echtgenote liet bouwen in de collegiale kerk van Notre-Dame in Condé-sur-l'Escaut. Zijn buitenechtelijke zoon, Thierry, en zijn oudere broer Arnould, die in 1410 te Parijs in zijn "compagnie" dienden, zorgden voor het voortbestaan van de familie tot vandaag de dag.
Na de dood van Jehan IV erfde zijn broer Arnould de heerlijkheid Ronse. Arnould IV "de Grote", vrij- en baanderheer van Rebaix en pair van Henegouwen, erfde niet alleen alle bezittingen, maar huwde eveneens met zijn broers jonge weduwe, Anne van Jauche-Gommignies. Zij kregen drie kinderen: Jacques, Ysabeau en Jehanne, die alle drie nog gezamenlijk optreden in een akte van 29 oktober 1478. Arnould IV stierf op 13 november 1426, waarschijnlijk tijdens de belegering van het kasteel van Zevenbergen als opperbevelhebber van Jacoba van Beieren, de erfgename van de graafschappen Henegouwen, Holland en Zeeland. Het hooggraf van Arnould IV stond eeuwenlang in het koor van de reeds gesloopte parochiale kerk van Lahamaide en werd in talrijke handschriften beschreven.
Zijn weduwe, Isabella van Edingen, kreeg de voogdij over de drie kinderen uit zijn eerste huwelijk (Jacques, Ysabeau en Jehanne) en de twee kinderen uit zijn tweede huwelijk met Arnould "medium" en Marie) en hun goederen. 
De steenrijke douairière van Arnould IV trouwde echter snel met Jacob van Bourbon, baron van Préaux en prins uit het vorstelijk huis van Frankrijk. De 14-jarige Jacques, vrij- en baanderheer van La Hamaide en Rebaix, pair van Henegouwen, werd vroegtijdig geëmancipeerd en deed reeds op 9 april 1430 zijn blijde intrede als "heer van Ronse". 
Jacques van La Hamaide oefende meer dan vijftig jaar de halsheerlijkheid uit over Ronse zodat er van hem talrijke bezegelde oorkonden bewaard zijn gebleven. Hij stierf op zeer hoge leeftijd (na 28 april 1490) zonder levende wettelijke nakomelingen. Zelfs de vele nakomelingen van zijn enige buitenechtelijke zoon, Jehan, vrijheer van Landenbourg (een Henegouwse enclave nabij Ronse) en erfelijke meier van Elzele, grepen naast de reuzenerfenis van hun grootvader Jacques. Ondanks het feit dat paus Pius II op 24 oktober 1458 hun vader had gelegitimeerd, werden ze omwille van hun minderjarigheid en de beweerde "defectus natalium" van hun vader onrechtmatig uitgesloten. 
De heerlijkheid Ronse werd, waarschijnlijk door geldnood en opgemaakte schulden, op een nog onbekende datum na 22 februari 1482, door de bejaarde "Mijnen Heere Jacob van der Hameyde" overgedragen aan zijn beide neven Arnould "junior" en Michel van La Hamaide-Condé, ridder, baanderheer van Fresnes-sur-l'Escaut. Zij waren geboren uit het huwelijk (12 januari 1455) van Jacques' in 1473 overleden halfbroer, Arnould "medium", ridder, vrij- en baanderheer van Condé-sur-l'Escaut, en Isabeau van Bousies-Vertaing, een erfvrouwe van Henegouws-Hollands bloed en dochter van Isabelle van der Leck van Polanen. Rond 1470 zou precies omwille van de heerlijkheid Ronse een heftig gerechtelijk geschil zijn ontstaan tussen beide halfbroers. Men vermoedt dat de overdracht van Ronse binnen de familie "van oom op neven" het geschil beslechtte. Maar zo werd Ronse echter nog verder "overgedragen" aan de zus van deze twee broers (Arnould "junior" en Michel), Isabel van (La Hamaide) Condé, die de aanzienlijke positie bekleedde van eredame van hertogin Maria van Bourgondië. Men kent van de gebroeders Arnould "junior" en Michel van La Hamaide, de twee laatste mannelijke vertegenwoordigers van het vrij- en baanderheerlijk huis La Hamaide-Condé die tegelijk "baron van Ronse" geweest zijn, noch de datum van overlijden, overlijdensoorzaak of begraafplaats. 
Men weet slechts met zekerheid dat vanaf 27 juni 1486 Isabels echtgenoot, rijksgraaf Johann von Oettingen zu Flochberg, door zijn nauwe verwant Maximilaan van Oostenrijk, in een oorkonde als "notre amé et féal chevalier conseiller et chambellan le conte d'Utinghen, Seigneur de La Hamaide" wordt betiteld. De precieze datum van graaf Johann's blijde intrede te Ronse, waarop hij in naam van zijn echtgenote, barones Isabel van La Hamaide-Condé, waarschijnlijk ook erfrechten had kunnen laten gelden, is tot nog toe onbekend. De heerlijkheid Ronse zou alleszins bijna veertig jaren lang in handen blijven van Isabel van La Hamaide-Condé, gravin van Oettingen, die ondertussen eredame was geworden van koningin Johanna van Castilië, echtgenote van Filips de Schone en moeder van keizer Karel V). Isabel van La Hamaide-Condé bleef Ronse besturen tot haar overlijden op 24 april 1526.

### Het huis Roggendorf
De heerlijkheid ging toen over op Isabels schoonzoon, reichsfreiherr Wilhelm van Roggendorf en Mollenburg", wiens echtgenote, rijksgravin Isabel van Oettingen (dochter van Isabel van La Hamaide-Condé), reeds voor haar eigen moeder op 31 maart 1519 te Antwerpen gestorven was. Na de dood van baron Wilhelm van Rogendorf, in augustus 1541 te Boedapest, kwam de heerlijkheid door erfenis aan zijn zoon (dus de kleinzoon van Isabel van La Hamaide-Condé), graaf Christoph van Roggendorf, die op 15 december 1537 vanwege keizer Ferdinand I (de jongere broer van keizer Karel V) de titel van "rijksgraaf van Guntersdorf" had verkregen. 
Vanwege een beweerde majesteitsschennis (keizer Karel had in werkelijkheid de echtgenote van graaf Christoph als keizerlijke maîtresse aangenomen) nam keizer Karel V in 1548, alle bezittingen van graaf Christoph van Roggendorf-Guntersdorf in beslag en stelde die te koop. 

### Het huis Granvelle
In 1549 verwierf Nicolas Perrenot, heer van Granvelle en vader van kardinaal Antoine Perrenot, de heerlijkheid Ronse en kwam er een einde aan bijna 150 jaar "vrij- en baanderheerlijke Hameydsche" bewind in Ronse. In datzelfde jaar werd de heerlijkheid Ronse door keizer Karel verheven tot baronie. Fréderic Perrenot, vijfde zoon van Nicolas de Granvelle, erfde nadien de baronie van Ronse. Emmanuel Philibert van La Baume, graaf van Saint-Amour, trouwt met Hélène Perrenot de Granvelle, de enige dochter van De Granvelle, van wie hij de titel erft tot zijn dood in 1622. Hij geeft de baronie op zijn beurt door aan zijn zoon Jacques-Nicolas.

### Het huis Nassau-Siegen
In 1630 wordt de baronie weerom verkocht aan graaf Jan van Nassau-Dillenburg-Siegen. In 1638 volgt Johan Frans Desideratus van Nassau-Siegen zijn vader op terwijl Ernestine Yolande van Ligne, prinses van Amblise tot 1668 op het kasteel blijft wonen. Het was zij die na de pestepidemie in 1635-1636 de kapel van Onze-Lieve-Vrouw Wittentak liet bouwen. Op 17 december 1699 sterft Johan Frans Desideratius en worden zijn zonen Frans Hugo, Alexis en Emanuel Ignatius van Nassau-Siegen baron van Ronse. Pas op 11 oktober 1715 krijgt Frans Hugo de volledige controle over de baronie. Wanneer hij sterft gaat de titel over naar Willem Hyacinth van Nassau-Siegen.

### Het huis Merode
De laatste heren in het ancien régime zijn de graven van Merode-Westerlo (1745-1795) die door huwelijk met het huis Nassau-Siegen verwant waren. Jan Filips Eugeen van Merode was namelijk getrouwd met Charlotte Eléonore Wilhelmine Alexandrine van Nassau-Hadamar, dochter van Willem Hyacinth zijn oudste zus Marie Leopoldine van Nassau-Siegen (1652-1675). Jan Willem van Merode koopt de baronie in 1745 en laat de titel over aan Filips Maximiliaan van Merode. Hij sterft op 25 januari 1773 en laat de titel op zijn beurt over aan Willem Charles Ghislain van Merode (1762-1830), die als laatste de titel baron van Ronse draagt. Na de Slag bij Fleurus (1794) werd de baronie, zoals alle adellijke titels, opgeheven door de Franse Republiek. Zijn tweede zoon, Félix de Merode heeft bijgedragen tot de grondwet van het onafhankelijk België. Karel de Mérode-Westerloo, kleinzoon van de laatste baron was hoofd van het huis Merode en was voorzitter van de Senaat.

## Halsheren en baronnen van Ronse chronologisch
Voordat Ronse een heerlijkheid en baronie was, was Ronse eigendom van de abdij van Kornelismünster (gezegd "van Inda") bij Aken. De abdij vertrouwde de wereldlijke macht toe aan een voogd voor de ordehandhaving en de belastingen in Ronse. Zo worden de leden van het prinselijk huis Oudenaarde de oppervoogden van Ronse en van het "Tenement van Inda".  De heren van Wattripont, een jongere tak van de heren van Petegem en leenmannen van de heren van Oudenaarde worden in 1126 benoemd tot ondervoogd in Ronse. In 1294 verkoopt Gilles de Wattripont de ondervoogdij en al zijn rechten aan Gwijde van Dampierre, graaf van Vlaanderen, terwijl dezelfde graaf zich voor het overige rechtstreeks met de abt van Kornelismünster onderhandelt.

### Grafelijk huis Dampierre, graven van Vlaanderen en Namen
- 1280: Gwijde van Dampierre, graaf van Vlaanderen,
- 1289: Gwijde van Namen, zoon van Gwijde van Dampierre,
- 1311: Margareta van Lotharingen, weduwe van Gwijde en echtgenote van Lodewijk IV, graaf van Chiny en Loon
- 1340: Willem de Rijke, markgraaf van Namen, neef van Gwijde van Vlaanderen
- 1349: Robert van Namen, broer van Willem de Rijke en de zesde zoon van Jan I, markgraaf van Namen
- 1391: Jan III van Namen, heer van Wijnendale, en zoon van Willem de Rijke,

### Vrij- en baanderheerlijk huis La Hamaide en Condé, pairs van Henegouwen

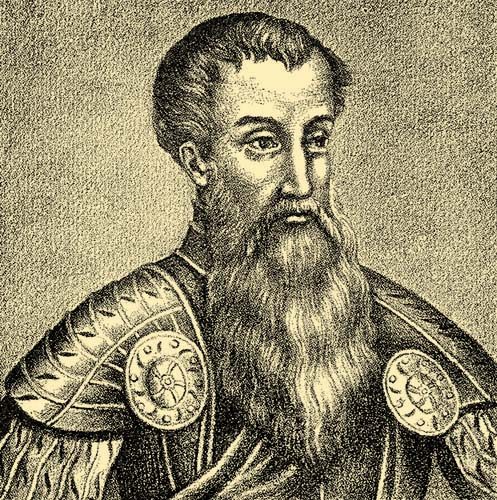
Wilhelm van Roggendorf

- 1402: Jehan IV, ridder, baanderheer van La Hamaide en Condé
- 1415: Arnould IV "senior", ridder, vrijheer van Rebaix, baanderheer van La Hamaide en Condé, pair van Henegouwen, oudste broer van Jehan IV van La Hamaide
- 1426: Jacques, ridder, vrijheer van Rebaix, baanderheer de La Hamaide, pair van Henegouwen, oudste zoon van Arnould IV "senior" van La Hamaide
- 1480: Arnould VI "junior", vrij- en baanderheer van Condé, zoon van de reeds gestorven Arnould V "medium" van La Hamaide, erft rechtstreeks van zijn oom Jacques
- 1484: Michel van La Hamaide-Condé, ridder, baanderheer van Fresnes-sur-l'Escaut, broer en erfgenaam van Arnould VI "junior" van La Hamaide,
- 1485: Johann II graaf van Oettingen, herr zu Flochberg, echtgenoot van Isabel van La Hamaide, zuster van Arnould VI en Michel
- 1514: Isabel van La Hamaide-Condé, weduwe van graaf Johan II van Oettingen,
- 1526: Wilhelm van Roggendorf, echtgenoot van Isabel van Oettingen, dochter van graaf Johann en Isabel
- 1529: Christoph van Roggendorf, kleinzoon van Isabel van La Hamaide. Hij werd in 1548 onteigend door keizer Karel V voor beweerde "majesteitsschennis".

### Vrijheerlijk huis Granvelle

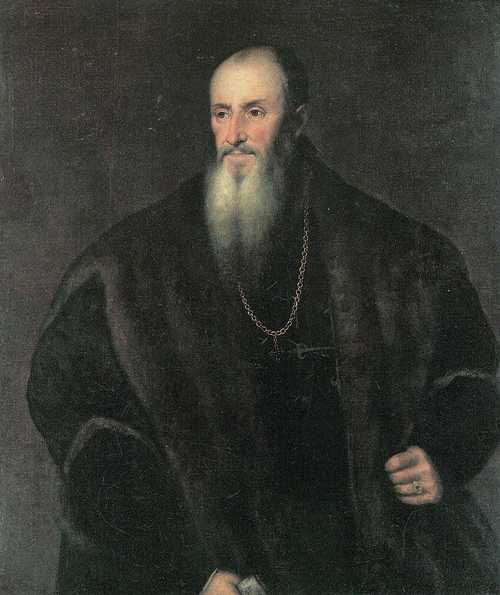
Nicolas Perrenot de Granvelle

- 1549: Nicolas Perrenot de Granvelle, heer van Granvelle,
- 1550: Bonvalot Nicole, weduwe van Nicolas,
- 1569: Frédéric Perrenot, heer van Champagney, zoon van Nicolas,
- 1600: Emmanuel Philibert van La Baume, graaf van Saint-Amour, echtgenoot van Helene de Granvelle, enige dochter van Frédéric Perrenot.
- 1622: Jacques Nicolas van La Baume, zoon van Emmanuel Philibert van La Baume.

### Grafelijk en vorstelijk huisNassau-Siegen

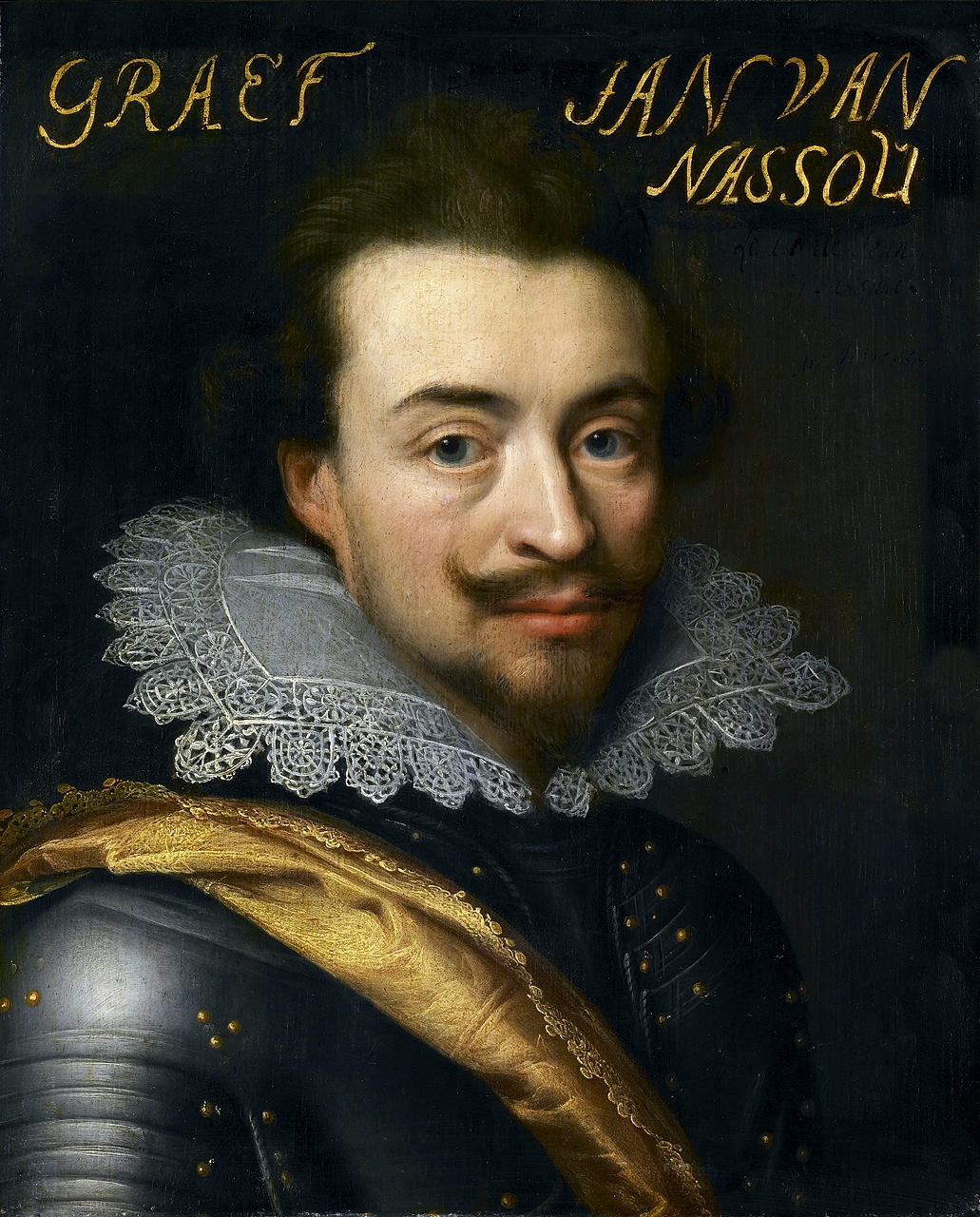
Jan VIII van Nassau-Siegen

- 1629: Jan VIII van Nassau-Siegen, graaf van Nassau-Dillenburg-Siegen, markies van Cavelli & Piëmont,
- 1638: Ernestine Yolande van Ligne, weduwe van Jan VIII van Nassau-Siegen,
- 1663: Johan Frans Desideratus van Nassau-Siegen, prins van Nassau, zoon van Ernestine van Ligne,
- 1699: Frans Hugo, Alexis Anton en Emanuel Ignatius van Nassau-Siegen erven de baronie van hun vader,
- 1715: Frans Hugo van Nassau-Siegen verkrijgt de hele baronie na de afstand door zijn broers Alexis Anton en Emmanuel Ignatius,
- 1740: Willem Hyacinth van Nassau-Siegen, prins van Nassau, stiefbroer van Frans Hugo,
- 1741: Jeanne Baptiste, prinses van Nassau, zus van Willem Hyacinth,

### Grafelijk huis Merode
- 1745: Jan Willem van Merode, graaf van Merode en 6e markies van Westerlo,
- 1756: Marie Josephe, gravin van Merode-Westerlo en zuster van Jan Willem
- 1767: Filips Maximiliaan van Merode, graaf van Merode en 7e markies van Westerlo
- 1773: Marie Catherine Josephe (1743-1794), gravin van Merode en prinses van Rubempré, weduwe van Filips Maximiliaan van Merode,
- 1782: Willem Charles Ghislain van Merode, graaf van Merode en 8ste markies van Westerlo, prins van Rubempré-Everberg